# Donji tok Drave
Donji tok Drave este o arie protejată (sit de importanță comunitară — SCI) din Croația întinsă pe o suprafață de 21.107,82 ha, integral pe uscat.

## Localizare
Centrul sitului Donji tok Drave este situat la coordonatele 45°39′43″N 18°30′28″E / 45.662067°N 18.507756°E.

## Înființare
Situl Donji tok Drave a fost declarat sit de importanță comunitară în iulie 2013 pentru a proteja 21 de specii de animale.

## Biodiversitate
Situată în ecoregiunea continentală, aria protejată conține 1 habitat natural: Păduri aluvionare cu Alnus glutinosa și Fraxinus excelsior (Alno-Padion, Alnion incanae, Salicion albae).
La baza desemnării sitului se află mai multe specii protejate:
- amfibieni (2): buhai de baltă cu burta roșie (Bombina bombina), triton cu creastă dobrogean (Triturus dobrogicus)
- mamifere (1): vidră de râu (Lutra lutra)
- nevertebrate (5): Coenagrion ornatum, Graphoderus bilineatus, libelule (Leucorrhinia pectoralis), fluturele purpuriu (Lycaena dispar), Ophiogomphus cecilia
- pești (12): avat (Aspius aspius), Cobitis elongatoides, Eudontomyzon mariae, Gymnocephalus baloni, răspăr (Gymnocephalus schraetzer), săbiță (Pelecus cultratus), boarță (Rhodeus amarus), porcușor de șes (Romanogobio vladykovi), babușcă de tur (Rutilus virgo), câră (Sabanejewia balcanica), fusar (Zingel streber), pietrar (Zingel zingel)
- reptile (1): țestoasa de baltă (Emys orbicularis)

Pe lângă speciile protejate, pe teritoriul sitului au mai fost identificate 2 specii de plante, 4 specii de nevertebrate, 2 specii de pești.